# Équipe d'Oman masculine de volley-ball
L'équipe d'Oman de volley-ball est composée des meilleurs joueurs omanis sélectionnés par la Fédération Omanie de Volleyball (Oman Volleyball Association, OVA). Elle est actuellement classée au 70e rang mondial par la Fédération Internationale de Volleyball au 7 octobre 2013.

## Sélection actuelle
Sélection pour les qualifications aux Championnats du monde 2010.

Entraîneur : Nasser Al Maqbali  ; entraîneur-adjoint : Hilal Al Jabri 

## Palmarès et parcours

### Palmarès
Néant.

### Parcours

#### Championnat d'Asie et d'Océanie
| - 1975 : Non qualifié - 1979 : Non qualifié - 1983 : Non qualifié - 1987 : Non qualifié - 1989 : Non qualifié - 1991 : Non qualifié - 1993 : Non qualifié - 1995 : Non qualifié - 1997 : Non qualifié - 1999 : Non qualifié | - 2001 : Non qualifié - 2003 : Non qualifié - 2005 : Non qualifié - 2007 : Non qualifié - 2009 : Non qualifié - 2011 : Non qualifié - 2013 : 19e - 2015 : 15e |